# Adfinitas iure nulla successio permittitur
Adfinitas iure, nulla successio permittitur è una locuzione latina usata nel diritto ereditario, indica che i rapporti di affinità non implicano diritti di successione ereditaria.